# Albion (videogioco)
Albion è un videogioco di ruolo sviluppato da Blue Byte Software e pubblicato nel 1995 per MS-DOS. Nel 2015 Ubisoft ha distribuito una versione per Microsoft Windows del gioco tramite GOG.com.

## Trama
Ambientato nel 2227, il protagonista del gioco è Tom Driscoll, pilota del veicolo spaziale Toronto di proprietà della compagnia DDT, che vuole sfruttare i giacimenti presenti in un pianeta situato in un lontano sistema solare.